# Universidad de Zambia
La Universidad de Zambia (en inglés, University of Zambia o UNZA) es la universidad más grande e importante en Zambia.
Entre sus antiguos alumnos, destacan figuras como Levy Mwanawasa, Chitalu Chama o Hakainde Hichilema. 